# Zaiți, Kotelva
Zaiți (în ucraineană Зайці) este un sat în comuna Mîkilka din raionul Kotelva, regiunea Poltava, Ucraina.

## Demografie
Componența lingvistică a localității Zaiți
     Ucraineană (99,54%)
     Alte limbi (0,46%)
Conform recensământului din 2001, majoritatea populației localității Zaiți era vorbitoare de ucraineană (99,54%), existând în minoritate și vorbitori de alte limbi.